# Dietlind Otto
Dietlind Otto (geboren 30. Juni 1928) war eine deutsche Chemikerin. Sie war von 1981 bis 1988 Richterin am Bundespatentgericht in München.

## Beruflicher Werdegang
Dietlind Otto schloss ihr Chemiestudium mit dem Examen zur Diplomchemikerin ab. Bis zu ihrem Wechsel an das Bundespatentgericht 1981 war sie Regierungsdirektorin. Am 15. September 1981 wurde sie zur Richterin an das Bundespatentgericht berufen. 1988 wurde sie auf eigenen Antrag in den Ruhestand versetzt.